# Regione Metropolitana di Recife
La regione metropolitana di Recife è l'area metropolitana di Recife nello Stato del Pernambuco in Brasile.

## Comuni
Comprende 14 comuni (ordinati per popolazione):
- Recife
- Jaboatão dos Guararapes
- Olinda
- Paulista
- Abreu e Lima
- Igarassu
- Camaragibe
- Cabo de Santo Agostinho
- São Lourenço da Mata
- Araçoiaba
- Ilha de Itamaracá
- Ipojuca
- Moreno
- Itapissuma